# 东冲铺站
东冲铺站位于湖南省株洲市醴陵市板杉乡，是沪昆铁路上的车站。车站目前由广州局集团株洲车站管辖，不办理客货运业务。
东冲铺站最初作为浙赣铁路上增加的车站于1984年启用，当时车站设有2条股道，为原株洲车务段管辖的四等站。浙赣铁路复线化期间增加1条股道。1995年莲易高等级公路通车后车站发送客流锐减，并最终于1997年5月被撤销:219。2004年开工的浙赣铁路电气化改造工程重建本站，于2005年11月5日开通，同时关闭源门铺、板杉铺、姚家坝三站。
2007年5月，车站由广铁集团株洲车务段改由南昌铁路局宜春车务段管辖；2019年11月30日起改回广州局集团管理。